# تاماش بوغنار
تاماس بوغنار (بالمجرية: Bognár Tamás)‏ هو حكم كرة قدم مجري، ولد في 18 نوفمبر 1978 في Sárvár ‏ في المجر.

## وصلات خارجية
- تاماش بوغنار على موقع Soccerway.com (الإنجليزية)